# خوزه لوئیس گرین
خوزه لوئیس گِـرین (اسپانیایی: José Luis Guerín‎ زادهٔ ۱۹۶۰ میلادی) کارگردان فیلم، و فیلم‌نامه‌نویس اهل اسپانیا بود.
از فیلم‌ها یا مجموعه‌های تلویزیونی که وی در آن‌ها نقش داشته است، می‌توان به در شهر سیلویا اشاره نمود.